# Tomás Marco
Tomás Marco Aragón (Madrid, 12 de septiembre de 1942) es un compositor, escritor y crítico musical español, reconocido por su contribución a la música contemporánea.  Su obra abarca desde la exploración de nuevas estructuras sonoras hasta la integración de elementos audiovisuales. A lo largo de su carrera, ha desempeñado un papel clave en la difusión y consolidación de la música contemporánea en España  y ha sido galardonado con diversos premios nacionales e internacionales.

## Biografía
Tomás Marco nació en un entorno familiar sin antecedentes musicales profesionales, aunque rodeado de una apreciación por la música. Su formación académica incluyó estudios de Derecho en la Universidad de Madrid, que cursó paralelamente a su formación en violín y composición.  Posteriormente, amplió sus estudios musicales en Francia y Alemania con maestros como Bruno Maderna, Pierre Boulez, Karlheinz Stockhausen, György Ligeti y Theodor Adorno.  También asistió a cursos de Psicología, Sociología y Artes Escénicas.  Su contacto con los filósofos Adorno y Bergson influyó en su concepción del tiempo musical, un aspecto que desarrolló en numerosas obras.
En 1967 fue ayudante de Stockhausen, lo que le permitió profundizar en las técnicas de vanguardia de la música contemporánea. Desde joven, se involucró en la vida musical de vanguardia, colaborando con figuras clave del panorama español como Cristóbal Halffter y Luis de Pablo. Durante esta etapa, tuvo contacto con el movimiento ZAJ, lo que le permitió explorar nuevas formas performativas y experimentales en su música.  Su producción inicial mostró exploraciones en la organización sonora estructurada, pero sin adherirse a sistemas estrictos.
Además de su labor como compositor, ha desempeñado importantes funciones en la gestión musical. Fue Profesor de Nuevas Técnicas del Conservatorio Superior de Madrid y Profesor de Historia de la Música en la Universidad Nacional de Educación a Distancia (UNED). También trabajó once años en los servicios musicales de Radio Nacional de España, recibiendo el Premio Nacional de Radiodifusión  y el Premio Ondas.
En el ámbito institucional, fue Director-Gerente del Organismo Autónomo Orquesta y Coro Nacionales de España (1981-1985) y Director Técnico de los mismos conjuntos entre 1991 y 1995. También dirigió el Centro para la Difusión de la Música Contemporánea (1985-1995), donde creó su laboratorio de electroacústica y fundó el Festival Internacional de Alicante, dirigiendo sus primeras once ediciones. Entre 1996 y 1999, fue director general del Instituto Nacional de las Artes Escénicas y de la Música (INAEM). Desde 1993, es miembro numerario de la Real Academia de Bellas Artes de San Fernando,  y director de la entidad desde 2020.
En 1998, recibió el título de doctor honoris causa por la Universidad Complutense de Madrid.

## Obra y técnica
La música de Tomás Marco se ha caracterizado por una búsqueda constante de nuevos lenguajes sonoros. Ha trabajado con diversas técnicas contemporáneas, pasando por exploraciones en la relación entre la forma y la percepción auditiva. Su música refleja una preocupación recurrente por la organización del tiempo y la memoria, influenciada por sus estudios filosóficos.  Entre sus obras destacan Jabberwocky (1967), una pieza con elementos audiovisuales basada en el texto de Lewis Carroll, y Cantos del pozo artesiano (1968), que integra elementos teatrales.
En los años setenta y ochenta, su música evolucionó hacia una mayor depuración formal, explorando aspectos psicocognitivos de la audición. Obras como Aura (1969) y Vitral (1970) demuestran su interés por la comprensión auditiva y la interacción entre tiempo, sonido y memoria.  Algunas de sus composiciones incluyen estructuras matemáticas y principios fractales, especialmente en su obra sinfónica.
Su producción sinfónica incluye Anábasis (1971), Angelus Novus (1972), Escorial (1973) y Los mecanismos de la memoria (1974), donde se observa un lenguaje cada vez más personal, alejado de las corrientes de vanguardia estrictas.
En total, ha compuesto 7 óperas, 1 ballet, una zarzuela, 10 sinfonías, música coral, música de cámara, obras para teatro y piezas audiovisuales, consolidándose como uno de los compositores más prolíficos de la música española contemporánea.  Su obra también presenta una fuerte conexión con la música española, incorporando elementos del flamenco y el Barroco en más de 60 composiciones.

## Recepción y crítica
La obra de Tomás Marco ha sido valorada por la crítica por su originalidad y por la manera en que integra elementos estructurales, psicológicos y filosóficos en la composición. Su capacidad para construir formas musicales que desafían la comprensión tradicional ha sido objeto de numerosos estudios.
Críticos como Enrique Franco han destacado su habilidad para combinar rigor técnico y expresividad.  Además, ha sido reconocido por su trabajo como ensayista y difusor de la música contemporánea en España. Ha publicado numerosos libros y dictado cursos en instituciones y universidades de Europa y América.

## Exposiciones y premios
A lo largo de su carrera, Tomás Marco ha recibido diversos galardones, entre los que destacan:
- Premio Nacional de Música (1969, 2002)
- Premio Gaudeamus por Aura (1969, 1971)
- Medalla de Plata al Mérito en las Bellas Artes (1973)
- Premio de Música de la Comunidad de Madrid (2003)
- Medalla de Oro del Conservatorio Superior de Madrid (2013)
- Medalla de Oro al Mérito en las Bellas Artes (2014, entregada en 2015)
- Premio Iberoamericano Tomás Luis de Victoria (2016)[24][25]
- Medalla de la ADE (2018)
- VI Bienal de París
- Centenario de Casals
- Arpa de Oro
- Tribuna de Compositores de la UNESCO

Además de su labor compositiva, ha desarrollado una importante carrera en la gestión y difusión musical, participando en conferencias y colaborando en instituciones culturales.

## Publicaciones
- Música española de vanguardia (1970)
- La música de la España contemporánea (1970)
- Luis de Pablo (1971)
- Cristóbal Halffter (1972)
- Carmelo A. Bernaola (1976)
- Historia de la música española: Siglo XX (1983)
- Xavier Benguerel (1991)
- Pensamiento musical y siglo XX (2002)
- Manuel Castillo. Transvanguardia y postmodernidad (2003)
- Historia cultural de la música (2008)